# Gunnar Optiks
GUNNAR Optiks（ガンナーオプティクス）は、2007年に設立し、VDT症候群から目を保護する眼鏡の製作販売に特化した会社である。製品はPC Worldやライフハッカー、ハフィントン・ポスト、ギズモードなどの技術系メディアのレビューにて高評価を得ている。ベスト・バイを含む小売店販売だけでなく、同社のWebサイトにおける通信販売も行っている。
同社のマーケティング部門は、同社製品は特にディスプレイを見つめて多くの時間を過ごす人々に、目の疲労や視覚的負担を軽減しコントラストと快適性を向上させると発表している。
パシフィック大学の通常のレンズと比較した調査研究によると、ドライアイ、眼精疲労などの分野において症状が改善される有意差が見られたが、グレア低減やコントラストの改善に有意差は見られなかった。この研究においては、液晶ディスプレイの明るさ、コントラスト、色温度を調整することでレンズ性能の有効性を検証していない。